# Passion (Csézy-album)
A Passion Csézy sorban negyedik magyar nyelvű lemeze, amely teljes egészében más előadók dalaiból készült.
Az angol nyelvű CD eredetileg Vietnámban, majd Magyarországon 2017-ben jelent meg.
Az albumon 14 dal hallható.

## Az album dalai[1]
1. Show Must Go On (Brian May – Freddie Mercury – Roger Taylor – John Deacon)
2. Fall Again (Walter Afanaiseff – Robin Thicke)
3. I'd Be Surprisingly Good For You (Tim Rice – Andrew Lloyd Webber)
4. Sexbomb (Errol Rennalls – Mustafa Guendogdu)
5. Windmills Of Your Mind (Michel Legrand – Alan And Marilyn Bergman)
6. Both Side Now (Joni Mitchell)
7. All The Way (Jimmy Van Heusen – Sammy Cahn)
8. Ain't No Mountain High Enough (Nickolas Ashford & Valerie Simpson)
9. Bridge Over Troubled Water (Paul Simon)
10. Another Day In Paradise (Phil Collins)
11. A New Day Has Come (Aldo Nova – Stephan Moccio)
12. Change The World (Tommy Sims – Gordon Kennedy – Wayne Kirkpatrick)
13. I Drove All Night (Billy Steinberg – Tom Kelly)
14. Who Wants To Live Forever (Brian May)

## Közreműködők
- Rakonczai Viktor – zenei producer, hangszerelés